# Мікаель Сольві
Мікаель Сольві (фр. Mickaël Solvi, нар. 11 січня 1987) — гвіанський футболіст, нападник клубу «Монжолі» та національної збірної Французької Гвіани.

## Клубна кар'єра
У дорослому футболі дебютував 2013 року виступами за команду «Монжолі», кольори якої захищає й донині.

## Виступи за збірну
20 травня 2014 року дебютував в офіційних матчах у складі національної збірної Французької Гвіани в товариській грі проти збірної Суринаму (0:0).
У складі збірної був учасником розіграшу Золотого кубка КОНКАКАФ 2017 року у США, на якому зіграв в одному матчі проти збірної Коста-Рики (0:3).